# 食品添加剂国际编码系统
食品添加剂国际编码系统（INS）是一项基于欧洲标准制定的食品添加剂编码、命名系统，旨在为食品添加剂提供简短的名称。该编码系统由国际食品法典委员会、世界卫生组织（WHO）、联合国粮食及农业组织（FAO）共同制定，并通过《食品添加剂类别名称和国际编码系统》（Class Names and the International Numbering System for Food Additives）文件发布，该文件首次发布于1988年，并于2008年、2011年多次修订。INS编码列表是开放的，会不断加入其他添加剂或删除现有添加剂。

## 扩展阅读
- 国际食品法典委员会 （页面存档备份，存于）